# Gouvernement Raimundo Fernández Villaverde (2)
Le second gouvernement de Raimundo Fernández Villaverde est le  gouvernement du royaume d’Espagne en fonction entre le 27 février 1905 et le 23 juin 1905, présidé par le conservateur Raimundo Fernández Villaverde.

## Composition
| Portefeuille                                                                  | Titulaire(s),                                        | Titulaire(s), |
| ----------------------------------------------------------------------------- | ---------------------------------------------------- | ------------- |
| Président du Conseil des Ministres                                            | Raimundo Fernández Villaverde                        |               |
| Ministre de l'Intérieur                                                       | Augusto González-Besada y Mein                       |               |
| Ministre d’État                                                               | Wenceslao Ramírez de Villa Urrutia                   |               |
| Ministre de la Grâce et de la Justice                                         | Francisco Javier Ugarte Pagés                        |               |
| Ministre du Budget                                                            | Antonio García Alix                                  |               |
| Ministre de l'Agriculture, de l'Industrie, du Commerce et des Travaux Publics | Francisco Javier González de Castejón y Elío         |               |
| Ministre de la Guerre                                                         | Vicente Martitegui y Pérez de Santamaría             |               |
| Ministre de la Marine                                                         | Eduardo Cobián y Roffignac                           |               |
| Ministre de l’Instruction publique et des Beaux-arts                          | Juan de la Cierva y Peñafiel (jusqu'au 8 avril 1905) |               |
| Ministre de l’Instruction publique et des Beaux-arts                          | Carlos Cortezo (à partir du 8 avril 1905)            |               |